# Гроссман, Иуда Соломонович
Иу́да Соломо́нович Гро́ссман (псевдонимы Ро́щин и Гроссман-Рощин; 7 февраля 1883, Павловск, Херсонская губерния — 4 июня 1934, Москва) — российский (позднее украинский) революционер-анархист, публицист и литературный критик.

## Биография
Родился в еврейской купеческой семье.
Участвовал в революционном движении с 1897 года, член Елисаветградского социал-демократического кружка «Южно-Русский союз рабочих».
В 1898 году был осужден и выслан под гласный надзор полиции.
В 1902 году бежал за границу.
С 1903 года примкнул к анархистскому течению, сотрудничал с женевской группой анархистов-коммунистов «Хлеб и воля»; сторонник террора и экспроприаций. Соратник своего старшего брата Абрама Гроссмана, тоже известного революционера.
Участник революции 1905—1907 годов, в 1905 году входил в состав белостокской группы «Хлеб и воля». С 1907 года руководил группой анархистов-«чернознаменцев» в Киеве, в которую входил в том числе известный в будущем чекист Георгий Евгеньевич Прокофьев. 14 июня 1907 года был арестован, привлечен к дознанию, содержался в Лукьяновской тюрьме. Снова бежал за границу. С 1908 года встал на позиции анархо-синдикализма, выступал за объединение российских анархических групп в единый союз.
С 1919 года входил в состав штаба Революционной Повстанческой Армии Украины Н. И. Махно, позднее работал в легальных организациях анархистов, в анархическом издательстве «Голос труда» (Москва). В октябре 1919 года арестовывался, но вскоре был освобожден.
Отошел от анархизма в 1921—1922 годах. После этого работал в РАППе, Напечатал (в журналах «На литературном посту», «Октябрь» и др.) ряд работ о творческом методе пролетарской литературы, полемизировал с теоретическими противниками РАППа — с лефовцами, группой Воронского и прочими. В художественных произведениях интересовался преимущественно их идейной стороной. Выпустил книгу воспоминаний «Думы о былом» (1924), сборник статей «Художник и эпоха» (М., 1928) и книгу «Искусство изменять мир» (1929).
В 1926 году заявил об окончательном разрыве с анархизмом. В 1931—1934 годах работал в Методсекторе Научно-исследовательского кинофотоинститута (НИКФИ), публиковался в журнале «Советское кино».
Умер 6 июня 1934 года в Москве.